# Penamacor
Penamacor é uma vila raiana portuguesa no distrito de Castelo Branco, região estatística do Centro e sub-região da Beira Baixa, parte da província tradicional com o mesmo nome.
É sede do Município de Penamacor com 563,71 km² de área e 4.797 habitantes (2023), subdividido em 9 freguesias. O município é limitado a norte pelo município do Sabugal, a leste pela Espanha, a sul por Idanha-a-Nova e a oeste pelo Fundão.
A vila situa-se a uma altitude média de 700 metros.

## História
Apenas sob o  reinado de Sancho I de Portugal (1185-1211) é que a história de Penamacor se define com alguma clareza. Tem sido esta povoação a pátria de Vamba, rei dos Godos, que governou a península de 672 a 682. D. Sancho I conquistou Penamacor aos muçulmanos, outorgou-lhe foral em 1199 elevando-a a vila, e doou os seus domínios aos cavaleiros da Ordem do Templo na figura do seu mestre D. Gualdim Pais, que a fortificou. O soberano confirmou-lhe o foral em 1209.
| “ | Em nome de Deus. Esta é a carta [de foral] que mandei fazer, eu, Sancho, pela graça de Deus rei de Portugal, […] para vós, habitantes de Penamacor, tanto os presentes como os vindouros. Em primeiro lugar, concedemos-vos por foro que duas partes dos cavaleiros tomem parte no fossado real uma vez por ano e que a terceira parte permaneça na vila com todos os peões. E o cavaleiro que não estiver no fossado com o rei pague para a fossadeira 10 soldos. E aquele que cometer homicídio pague 30 morabitinos ao queixoso pelo homicídio. E o queixoso entregue a sétima parte dessa quantia ao paço. E se alguém for morto em legítima defesa nada paguem por ele. E se alguém arrombar uma casa, passando o limiar com armas, […] com escudos, com lanças, ou com espadas, ou com cutelos, ou com alhos-porros, ou com pedras, pague 500 soldos ao queixoso, e a sétima ao paço. […] A testemunha falsa e o mentiroso reincidente paguem 60 soldos e a sétima ao paço e sejam expulsos do concelho. […]. Quem tiver uma quinta e uma junta de bois e dez ovelhas e um burro e dois leitos compre um cavalo. A mulher que abandonar o seu marido […] pague ao seu marido 300 soldos e a sétima ao paço. Quem surpreender a sua mulher em adultério conhecido abandone-a e fique com todos os seus bens, e pague 1 dinheiro ao juiz. […] Quem bater numa mulher alheia pague--lhe 60 soldos, se for casada. E se ela não for casada, pague 30 soldos e a sétima ao paço e seja inimigo dos seus parentes. […] As tendas, os moinhos e os fornos de Penamacor estejam livres de todo o foro. […] Os habitantes de Penamacor não sejam mordomos nem serviçais contra a sua vontade […]. Os homens de Penamacor não deem pousada contra a sua vontade. […] Os homens de Penamacor não paguem portagem em todo o nosso reino. (Foral de Penamacor, 1209) | ” |

De acordo com uma das lendas locais, o nome da vila terá origem num fora-da-lei que aqui terá habitado, de nome "Macôr". Este salteador vivia numa caverna a que davam o nome de Penha. Com o passar dos tempos, o nome adulterou-se e passou a chamar-se Pena, ficando assim a terra a ser conhecida por Penha de Macôr ou Pena Macôr.
Segundo outra versão, uma luta feroz entre os seus habitantes e salteadores originou tanto derramamento de sangue e de tão má cor, que a vila ficou a ser conhecida por Penha de má cor. Ainda outra refere, que nesta zona existiam duas povoações, ambas localizadas em montes, Pena de Garcia e Pena Maior. Com a adulteração da pronúncia Castelhana, Magor passou a ser Macor, dando origem a Pena Macor.
O desenvolvimento da vila, nos finais do século XII, deveu-se à necessidade de proteção da fronteira portuguesa, pelo que foi construído um castelo (Castelo de Penamacor) de que ainda hoje restam vestígios, considerado monumento nacional.

## Evolução da População do Município
De acordo com os dados do INE o distrito de Castelo Branco registou em 2021 um decréscimo populacional na ordem dos 9.3% relativamente aos resultados do censo de 2011. No concelho de Penamacor esse decréscimo rondou os 16.1%. 
(Obs.: Número de habitantes "residentes", ou seja, que tinham a residência oficial neste município à data em que os censos  se realizaram.)
| Número de habitantes por Grupo Etário ** | Número de habitantes por Grupo Etário ** | Número de habitantes por Grupo Etário ** | Número de habitantes por Grupo Etário ** | Número de habitantes por Grupo Etário ** | Número de habitantes por Grupo Etário ** | Número de habitantes por Grupo Etário ** | Número de habitantes por Grupo Etário ** | Número de habitantes por Grupo Etário ** | Número de habitantes por Grupo Etário ** | Número de habitantes por Grupo Etário ** | Número de habitantes por Grupo Etário ** | Número de habitantes por Grupo Etário ** | Número de habitantes por Grupo Etário ** |
| ---------------------------------------- | ---------------------------------------- | ---------------------------------------- | ---------------------------------------- | ---------------------------------------- | ---------------------------------------- | ---------------------------------------- | ---------------------------------------- | ---------------------------------------- | ---------------------------------------- | ---------------------------------------- | ---------------------------------------- | ---------------------------------------- | ---------------------------------------- |
|                                          | 1900                                     | 1911                                     | 1920                                     | 1930                                     | 1940                                     | 1950                                     | 1960                                     | 1970                                     | 1981                                     | 1991                                     | 2001                                     | 2011                                     | 2021                                     |
| 0-14 Anos                                | 4682                                     | 5376                                     | 4785                                     | 5511                                     | 5840                                     | 5626                                     | 4727                                     | 2775                                     | 1674                                     | 1028                                     | 642                                      | 415                                      | 321                                      |
| 15-24 Anos                               | 2372                                     | 2708                                     | 2548                                     | 3040                                     | 2842                                     | 3447                                     | 2683                                     | 1725                                     | 1332                                     | 887                                      | 595                                      | 443                                      | 288                                      |
| 25-64 Anos                               | 5397                                     | 6130                                     | 6191                                     | 6945                                     | 7430                                     | 8063                                     | 7585                                     | 5685                                     | 4147                                     | 3634                                     | 2727                                     | 2343                                     | 2041                                     |
| = ou > 65 Anos                           | 623                                      | 722                                      | 818                                      | 1025                                     | 1077                                     | 1453                                     | 1664                                     | 2105                                     | 2371                                     | 2566                                     | 2694                                     | 2481                                     | 2118                                     |

(Obs: De 1900 a 1950 os dados referem-se à população "de facto" (**), ou seja, que estava presente no município à data em que os censos se realizaram. Daí que se registem algumas diferenças relativamente à designada população residente)

## Freguesias

Freguesias do município de Penamacor.

O município de Penamacor está dividido em 9 freguesias:
- Aldeia do Bispo, Águas e Aldeia de João Pires
- Aranhas
- Benquerença
- Meimão
- Meimoa
- Pedrógão de São Pedro e Bemposta
- Penamacor
- Salvador
- Vale da Senhora da Póvoa

## Política

### Presidentes eleitos
- 2021–2025: António Luís Beites Soares (PS)[5]
- 2017–2021: António Luís Beites Soares (PS)[6]
- 2013–2017: António Luís Beites Soares (PS)[7]
- 2009–2013: Domingos Manuel Bicho Torrão (PS)
- 2005–2009: Domingos Manuel Bicho Torrão (PS)
- 2001–2005: Domingos Manuel Bicho Torrão (IND)
- 1997–2001: José Luís de Oliveira Gonçalves (PS)
- 1993–1997: José Luís de Oliveira Gonçalves (PS)
- 1989–1993: Francisco Fernando Martins Ribeiro (PS)
- 1985–1989: Francisco Fernando Martins Ribeiro (PS)
- 1982–1985: Francisco Fernando Martins Ribeiro (PS)
- 1979–1982: Arnaldo Afonso de Almeida Antunes (AD)
- 1976–1979: José Pinto (PS)

### Eleições autárquicas[9]
| Data | %     | V     | %       | V       | %       | V       | %            | V            | %              | V        | %              | V   | %              | V    | %              | V        | %              | V   | %       | V       | %   | V   | Participação |                |
| Data | PS    | PS    | CDS-PP  | CDS-PP  | PPD/PSD | PPD/PSD | FEPU/APU/CDU | FEPU/APU/CDU | AD             | AD       | PPM            | PPM | ASDI           | ASDI | PRD            | PRD      | GCE            | GCE | PSD-CDS | PSD-CDS | MPT | MPT | Participação |                |
| ---- | ----- | ----- | ------- | ------- | ------- | ------- | ------------ | ------------ | -------------- | -------- | -------------- | --- | -------------- | ---- | -------------- | -------- | -------------- | --- | ------- | ------- | --- | --- | ------------ | -------------- |
| Data | 1976  | 41,75 | 2       | 30,27   | 2       | 17,67   | 1            | 2,59         | -              |          |                |     |                |      |                |          |                |     |         |         |     |     |              | 54,92 / 100,00 |
| 1979 | 33,99 | 2     | AD      | AD      | AD      | AD      | 6,12         | -            | 55,94          | 3        | AD             | AD  | 67,35 / 100,00 |      |                |          |                |     |         |         |     |     |              |                |
| 1982 | 45,75 | 3     | AD      | AD      | AD      | AD      | 2,82         | -            | 40,06          | 2        | AD             | AD  | 3,88           | -    | 67,43 / 100,00 |          |                |     |         |         |     |     |              |                |
| 1985 | 48,62 | 3     | 12,39   | -       | 27,10   | 2       | 1,95         | -            |                |          |                |     |                |      | 4,48           | -        | 67,41 / 100,00 |     |         |         |     |     |              |                |
| 1989 | 51,38 | 3     | 22,89   | 1       | 19,11   | 1       | 1,74         | -            |                |          | 68,93 / 100,00 |     |                |      |                |          |                |     |         |         |     |     |              |                |
| 1993 | 40,73 | 2     | 15,13   | 1       | 36,93   | 2       | 1,07         | -            | 69,94 / 100,00 |          |                |     |                |      |                |          |                |     |         |         |     |     |              |                |
| 1997 | 62,76 | 4     | 26,22   | 1       |         |         | 3,05         | -            | 62,96 / 100,00 |          |                |     |                |      |                |          |                |     |         |         |     |     |              |                |
| 2001 | 33,62 | 2     | 13,89   | -       | 1,07    | -       | 45,98        | 3            | 72,30 / 100,00 |          |                |     |                |      |                |          |                |     |         |         |     |     |              |                |
| 2005 | 56,45 | 3     | PPD/PSD | PPD/PSD | CDS-PP  | CDS-PP  | 3,40         | -            | PSD/ CDS       | PSD/ CDS |                |     | 34,74          | 2    | PSD/ CDS       | PSD/ CDS | 73,52 / 100,00 |     |         |         |     |     |              |                |
| 2009 | 53,64 | 3     | PPD/PSD | PPD/PSD | CDS-PP  | CDS-PP  | 2,83         | -            |                |          | 39,07          | 2   | 68,52 / 100,00 |      | PSD/ CDS       | PSD/ CDS |                |     |         |         |     |     |              |                |
| 2013 | 53,44 | 3     | 8,95    | -       | 30,08   | 2       | 2,03         | -            |                |          | PSD            | PSD | 68,06 / 100,00 |      |                |          |                |     |         |         |     |     |              |                |
| 2017 | 65,41 | 4     | 1,65    | -       | (a)     | (a)     | 0,92         | -            | 27,17          | 1        |                |     | 74,04 / 100,00 |      |                |          |                |     |         |         |     |     |              |                |
| 2021 | 57,54 | 3     | 1,46    | -       | (a)     | (a)     | 1,27         | -            | 35,20          | 2        | 72,77 / 100,00 |     |                |      |                |          |                |     |         |         |     |     |              |                |

(a) O PPD/PSD apoiou a lista independente em 2017 e 2021.

### Eleições legislativas
| Data | %     | %     | %     | %    | %     | %     | %        | %     | %     | %     | %    | %   | %       | % | %  | %  |
| Data | CDS   | PS    | PSD   | PCP  | UDP   | AD    | APU/ CDU | FRS   | PRD   | PSN   | BE   | PAN | PSD CDS | L | CH | IL |
| ---- | ----- | ----- | ----- | ---- | ----- | ----- | -------- | ----- | ----- | ----- | ---- | --- | ------- | - | -- | -- |
| 1976 | 36,49 | 29,14 | 16,27 | 2,20 | 0,61  |       |          |       |       |       |      |     |         |   |    |    |
| 1979 | AD    | 33,88 | AD    | APU  | 1,46  | 49,37 | 4,28     |       |       |       |      |     |         |   |    |    |
| 1980 | AD    | FRS   | AD    | APU  | 0,56  | 50,98 | 3,92     | 34,59 |       |       |      |     |         |   |    |    |
| 1983 | 16,90 | 42,94 | 27,97 | APU  | 0,44  |       | 3,38     |       |       |       |      |     |         |   |    |    |
| 1985 | 10,39 | 28,78 | 26,11 | APU  | 1,06  | 3,85  | 21,18    |       |       |       |      |     |         |   |    |    |
| 1987 | 5,46  | 27,21 | 49,44 | CDU  | 0,96  | 2,69  | 3,71     |       |       |       |      |     |         |   |    |    |
| 1991 | 5,77  | 32,42 | 50,50 | CDU  |       | 1,85  | 0,90     | 3,24  |       |       |      |     |         |   |    |    |
| 1995 | 10,02 | 53,84 | 29,58 | CDU  | 0,68  | 1,26  |          |       |       |       |      |     |         |   |    |    |
| 1999 | 8,75  | 52,63 | 30,00 | CDU  |       | 2,79  | 0,82     |       |       |       |      |     |         |   |    |    |
| 2002 | 11,17 | 43,16 | 38,09 | CDU  | 1,72  | 0,99  |          |       |       |       |      |     |         |   |    |    |
| 2005 | 8,14  | 56,48 | 24,83 | CDU  | 2,50  | 2,53  |          |       |       |       |      |     |         |   |    |    |
| 2009 | 11,48 | 41,94 | 29,45 | CDU  | 3,16  | 7,01  |          |       |       |       |      |     |         |   |    |    |
| 2011 | 11,32 | 33,23 | 40,66 | CDU  | 2,71  | 3,16  | 0,38     |       |       |       |      |     |         |   |    |    |
| 2015 | PSD   | 33,47 | CDS   | CDU  | 5,15  | 9,48  | 0,26     | 39,65 | 0,44  |       |      |     |         |   |    |    |
| 2019 | 4,36  | 43,55 | 24,99 | CDU  | 3,39  | 10,56 | 1,41     |       | 0,84  | 1,23  | 0,31 |     |         |   |    |    |
| 2022 | 2,49  | 48,26 | 25,56 | CDU  | 1,62  | 3,98  | 0,71     | 0,66  | 11,49 | 1,20  |      |     |         |   |    |    |
| 2024 | AD    | 34,76 | AD    | CDU  | 25,97 | 1,27  | 3,88     | 0,83  | 0,91  | 23,95 | 1,23 |     |         |   |    |    |

## Educação
No concelho existe o Agrupamento de Escolas Ribeiro Sanches, do qual fazem parte os seguintes estabelecimentos:
- Escola Básica do 1º ciclo com jardim de infância de Penamacor
- Escola Básica e Secundária Ribeiro Sanches

Outros:
- Polo de Penamacor da Academia de Música e Dança do Fundão

## Património
- Castelo de Penamacor
- Museu Municipal de Penamacor
- Museu Dr. Mário Bento
- Capelas de S. Domingos e de N.ª Sr.ª da Conceição
- Ermida do Santo Cristo
- Solares do Conde e dos Osórios
- Monumento aos Combatentes da Grande Guerra
- Fontes (nomeadamente a do Frade)
- Lagar de Seninho
- Instituto Pina Ferraz
- Cruzeiro
- Busto-monumento a Ribeiro Sanches
- Povoado pré-histórico do Ramalhão

## Tradições
Penamacor é considerada a localidade portuguesa onde se realiza o maior madeiro de Natal.

## Penamacorenses ilustres
- Ribeiro Sanches (Penamacor) -  médico português e grande intelectual, considerado por muitos como um verdadeiro enciclopedista (médico, filósofo, pedagogista e historiador)
- Jaime Lopes Dias (Vale do Lobo) - etnógrafo, escritor e historiador português.
- Francisco Cunha Leal (Pedrogão) - foi um militar, publicista e político português que, entre outras funções, Presidente do Conselho de Ministros.
- Albano "Tarzan" Taborda (Aldeia do Bispo) - lutador de wrestling campeão nacional e mundial na modalidade.
- António Manuel Moiteiro Ramos (Aldeia de João Pires) - bispo católico português, actualmente Bispo da Diocese de Aveiro.
- António José Seguro (Penamacor)- político, membro e antigo Secretário-geral do Partido Socialista.
- Joaquim Furtado (Penamacor)- Jornalista, antigo diretor de informação da RTP, autor do documentário "A Guerra", voz do primeiro comunicado do Movimento das Forças Armadas no 25 de Abril de 1974

## Cidades geminadas
- Clamart, França